# Cheryl Bernard
Cheryl Kullman, coniugata Bernard (Grand Prairie, 30 giugno 1966), è una giocatrice di curling canadese.

## Biografia
Partecipò all'età di 43 anni ai XXI Giochi olimpici invernali edizione disputata a Vancouver nella Columbia Britannica, (Canada) nel febbraio del 2010, riuscendo ad ottenere la medaglia d'argento nella squadra canadese con le connazionali Susan O'Connor, Carolyn Darbyshire, Cori Bartel e Kristie Moore.
Nell'edizione la nazionale svedese ottenne la medaglia d'oro, la cinese quella di bronzo. Vinse una medaglia d'argento al Tournament of Hearts.